# Pearl Kendrick

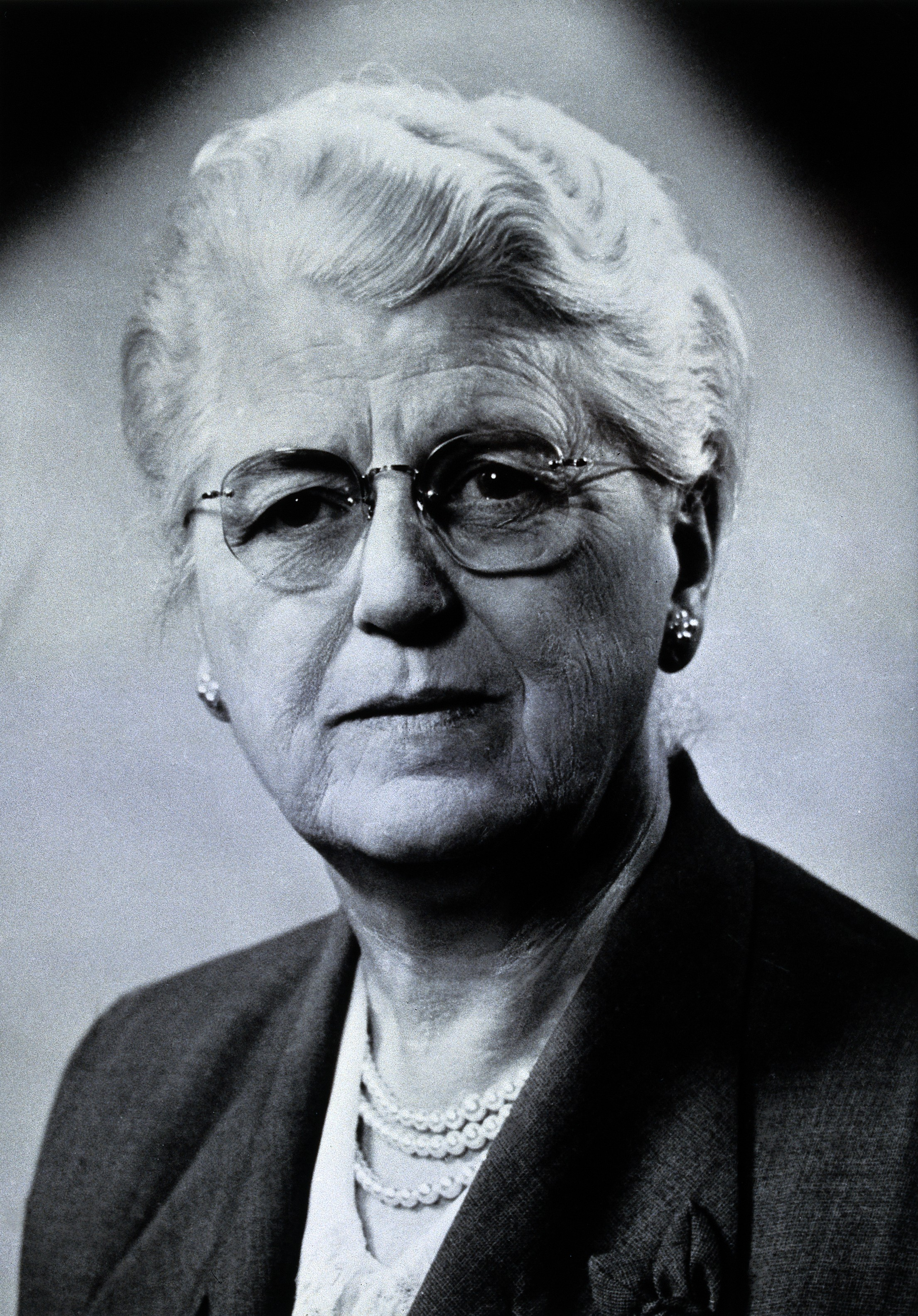
Pearl Kendrick

Pearl Louella Kendrick (* 24. August 1890 in Wheaton, Illinois; † 8. Oktober 1980 in Grand Rapids, Michigan) war eine US-amerikanische Bakteriologin. Sie ist zusammen mit ihrer Fachkollegin Grace Eldering und der Chemikerin Loney Gordon für die Entwicklung eines Impfstoffs gegen Keuchhusten bekannt.

## Leben und Werk
Kendrick war die Tochter des freimethodistischen Predigers Milton Kendrick und seiner Frau Elli Kendrick. Sie besuchte die High School in Sherburne (New York) und machte 1908 ihren Abschluss. 1910 studierte sie ein Jahr lang das Greenville College in Greenville (Illinois) und dann Naturwissenschaften an der Syracuse University, wo sie 1914 einen Bachelor-Abschluss erwarb. Nach ihrem Abschluss unterrichtete sie fünf Jahre lang Naturwissenschaften an den Saint Johnsville Public Schools in St. Johnsville, New York. Im Sommer 1917 setzte sie ihre Ausbildung fort und studierte Bakteriologie an der Columbia University in New York City bei dem Bakteriologen Hans Zinsser.
Von 1919 bis 1920 arbeitete Kendrick als wissenschaftliche Mitarbeiterin für das Gesundheitsministerium des Staates New York. 1920 lud sie der Direktor des Bureau of Laboratories des Gesundheitsministeriums von Michigan, Clifford C. Young, ein, in die Niederlassung in Lansing, Michigan, zu wechseln, um dort Syphilis zu erforschen. 1926 wurde Kendrick zur stellvertretenden Laborleiterin und zur Leiterin des Western Michigan Branch Laboratory der Niederlassung in Grand Rapids (Michigan) befördert. In den Sommern 1928 und 1931 setzte sie ihre Forschung fort und studierte gleichzeitig Serologie und Pathologie an der University of Michigan. 1932 promovierte Kendrick in Naturwissenschaften an der Johns Hopkins School of Hygiene and Public Health während einer Freistellung von ihrer Arbeit.

## Keuchhusten-Impfstofforschung
Sie kehrte nach Grand Rapids zurück, wo in diesem Jahr ein starker Ausbruch von Keuchhusten verzeichnet wurde. Kendrick erhielt von Young die Erlaubnis, mit örtlichen Kinderärzten an der Impfstoffforschung arbeiten zu dürfen. Sie stellte eine weitere Bakteriologin, Grace Eldering, aus der Niederlassung in Lansing ein.
Ihr Hauptziel bestand zunächst darin, die Krankheit schneller und genauer zu diagnostizieren, damit ansteckende Patienten so früh wie möglich isoliert werden konnten und nach Ende der ansteckenden Phase wieder zur Schule oder zur Arbeit gehen konnten. Kendrick und Eldering arbeiteten mit einer Hustenplatte, einer Petrischale, auf deren Boden ein Nährmedium aufgetragen war. Die beiden Frauen hielten zusammen mit Ärzten, Krankenschwestern und anderen Mitgliedern ihres Teams die offene Schale ein paar Zentimeter entfernt, während ein Patient hineinhustete. Die mit einem Deckel abgedeckte Schale wurde dann im Labor in einen Inkubator für das Heranwachsen der Bakterien zu Kolonien gegeben.
Am 28. November 1932 bestätigte das Labor seine ersten Bordetella-pertussis-Proben. Der Erreger war ein Vierteljahrhundert zuvor erstmals in Belgien identifiziert worden. Kendrick und Eldering mussten die Proben auf ihrer Hustenplatte mit veröffentlichten Berichten vergleichen. Sie erweiterten ihre Studie zu einem stadtweiten Hustentestservice zur Überwachung und Eindämmung des Keuchhustenausbruchs. Im Januar 1933, nur sieben Wochen nachdem sie den Erreger erstmals entdeckt hatten, produzierten Kendrick und Eldering ihren ersten experimentellen Keuchhusten-Impfstoff.
Der Impfstoff von Kendrick und Eldering bestand aus vollständigen Bordetella-Bakterienzellen, die mit einem gängigen Antiseptikum abgetötet, gereinigt, sterilisiert und in einer Salzlösung suspendiert wurden. Andere, die vor ihnen Impfstoffe entwickelt hatten, versäumten es oft, wichtige Informationen zur Zubereitung, Dosierung und anderen Aspekten anzugeben, mit dem Ergebnis, dass eine Charge stark von der nächsten abweichen konnte. Kendrick und Eldering lernten im Laufe der Zeit, dass Bakterien, die in einem bestimmten Stadium gesammelt wurden, eher eine starke Immunreaktion hervorriefen. Sie testeten verschiedene Versionen des Impfstoffs auf Sicherheit, indem sie sie Versuchstieren und sich selbst injizierten.
Die beiden Forscherinnen hatten keine Erfahrung mit klinischen Studien. Um zu testen, ob ihr Impfstoff Kinder sicher und wirksam schützen könnte, war eine groß angelegte, kontrollierte Feldstudie erforderlich und der Vergleich einer Gruppe geimpfter Testpersonen mit einer ähnlichen, aber unbehandelten Kontrollgruppe. An der ersten Runde der Feldstudie nahmen 1592 Kinder teil, 712 davon als Impfempfänger und 880 als unbehandelte Kontrollpersonen. Die unbehandelte Gruppe hatte 63 Fälle von Keuchhusten, 53 davon waren schwer. Die geimpfte Gruppe hatte nur vier Fälle, alle davon mild.
Zunächst glaubte die medizinische Fachwelt die Ergebnisse nicht. Der Epidemiologe James Doull von der Case Western Reserve University School of Medicine in Cleveland hatte etwa zur gleichen Zeit eine ähnliche Studie mit einem anderen Impfstoff durchgeführt und keinen echten Nutzen der Impfung nachgewiesen. Als führende Vertreter des öffentlichen Gesundheitswesens den Epidemiologen Wade Hampton Frost von der Johns Hopkins University baten, die Ergebnisse beider Studien zu prüfen und eine Empfehlung abzugeben, wollte Frost anfangs nicht nach Michigan reisen. Frost besuchte schließlich doch Grand Rapids und konnte Kendricks und Elderings sorgfältiges wissenschaftliches Vorgehen erkennen. Er empfahl Verbesserungen im Design ihrer klinischen Studie, was mehr Personal und häufigere Besuche erforderte, um die Patienten über einen Zeitraum von Jahren zu beobachten.
Kendrick und Eldering nahmen dazu die Unterstützung der First Lady Eleanor Roosevelt in Anspruch, die das Labor 1936 während einer Tour durch Grand Rapids besuchte. Bald darauf wurden zusätzliche Mittel von der Bundesbehörde Works Progress Administration für zusätzliches Personal bereitgestellt.
Das Gesundheitsministerium des Staates Michigan begann 1938 mit der Produktion des Impfstoffs von Kendrick und Eldering, und ab 1940 wurde er landesweit vertrieben. Die Finanzierung ihrer Forschung nahm damals stark zu. Das Forschungsteam arbeitete weiter mit der Gemeinde Grand Rapids zusammen und stellte mehrere Wissenschaftlerinnen ein, darunter 1944 die afroamerikanische Chemikerin Loney Clinton Gordon. Gordon testete Tausende von Kulturplatten und entdeckte, dass ein Nährboden aus Schafsblut sich am besten zur Kultivierung eignete. Dadurch gelang es, einen besonders virulenten Keuchhustenstamm zu isolieren, der einen noch wirksameren Impfstoff ergab als der erste.
Um den Nadelkisseneffekt zu minimieren, der durch die vielen verschiedenen Impfungen in den ersten Lebensjahren eines Kindes entsteht, hatten Kendrick und Eldering zu diesem Zeitpunkt bereits mit der Arbeit an einem Kombinationsimpfstoff gegen Diphtherie, Tetanus und Keuchhusten begonnen, einem Vorläufer des Impfstoffs, der heute routinemäßig 85 Prozent aller Kinder weltweit schützt. Um den Impfstoff überall zu standardisieren, entwickelten Kendrick, Eldering und Margaret Pittman von den National Institutes of Health außerdem die Methode, die heute weltweit zur erforderlichen Prüfung der Wirksamkeit jeder Charge des Ganzkeim-Keuchhusten-Impfstoffs verpflichtet ist.
1944 nahm die American Medical Association den Impfstoff von Kendrick und Eldering in ihre Liste empfohlener Impfungen auf. In der Folge sank die Keuchhusten-Inzidenz in den Vereinigten Staaten allein in diesem Jahrzehnt um mehr als die Hälfte. Die Zahl der Todesfälle sank von 7518 im Jahr 1934, dem Jahr mit den meisten Keuchhusten-Fällen, auf nur noch zehn pro Jahr Anfang der 1970er Jahre.
Aufgrund ihres Erfolgs mit dem Keuchhusten-Impfstoff wurde Kendrick gebeten, als Beraterin für Immunisierungsprojekte und Keuchhusten-Studien in einer Reihe von Ländern zu fungieren. 1940 und 1942 half Kendrick bei Keuchhusten-Studien, die vom mexikanischen Gesundheitsministerium durchgeführt wurden. Von 1949 bis 1965 war Kendrick zeitweise als Beraterin der Weltgesundheitsorganisation in verschiedenen Ländern tätig und richtete Immunisierungsprogramme ein. Kendrick war auch Mitglied der Immunologie-Delegation, die 1962 im Rahmen eines Austauschprogramms zwischen den Vereinigten Staaten und der Union der Sozialistischen Sowjetrepubliken Laboratorien in der Sowjetunion besuchte.
Nach ihrer Pensionierung am Michigan Department of Health im Jahr 1951 lehrte und forschte Kendrick bis 1960 an der Fakultät für Epidemiologie der University of Michigan. Danach engagierte sie sich weiterhin für die American Public Health Association, die American Society for Microbiology, das American Board of Bacteriologists und andere Berufsverbände.
Am 8. Oktober 1980 starb Kendrick im Alter von 90 Jahren.

## Ehrungen
- 1983: Aufnahme in die Women's Hall of Fame in Michigan
- 2019 wurde im Forschungszentrum der Michigan State University in Grand Rapids die von Jay Hall Carpenter geschaffene Skulptur Adulation: The Future of Science aufgestellt. Sie zeigt  Pearl Kendrick, Grace Eldering und Loney Gordon.[13][14]